# Ichthyococcus ovatus
Ichthyococcus ovatus es una especie de pez del género Ichthyococcus.

## Descripción
Especie marina que cuenta con 11-12 radios blandos dorsales; 15-17 radios blandos anales, ausencia de espinas dorsales y anales. Es de color marrón amarillento, presenta flancos de color plata, parte de las aletas y escamas son de color negro. Además cuenta con aletas adiposas dorsales y ventrales. El cuerpo es relativamente corto y profundo, la boca es diminuta con mandíbula inferior; dientes microscópicos y los ojos cuentan con forma tubular. Según reportes, esta especie presenta un tamaño de 8,5 cm de longitud (33,46 pulgadas) y un peso máximo estimado de 8,40 g. Presenta fotóforos que se desarrollan cuando crece entre 15-17 mm (1,5 cm).

## Distribución y hábitat
Circunglobal, excepto en el Pacífico Norte. En el Pacífico sudoccidental, Australia y también en Nueva Zelanda. Pacífico sudeste, en Chile. Atlántico oriental: a lo largo de Azores y el Mediterráneo, Portugal hasta el sur hasta las islas Canarias y Namibia. Atlántico occidental: el golfo de México y en el mar de la China Meridional. Especie batipelágica cuyo rango de profundidad es 0-2500 m, pero normalmente se encuentra entre 200-500 m.